# 木更津市立清川中学校
木更津市立清川中学校（きさらづしりつきよかわちゅうがっこう）は千葉県木更津市中尾にある公立中学校。
1985年（昭和60年）4月5日に木更津市立13番目の中学校として開校された市内でもっとも新しい学校である。

## 概要

木更津市立清川中学校正門

清見台ニュータウンの北東部に位置し、周りはほたる野地区に隣接している。
学区は木更津市の祇園小学校区の一部、東清小学校区、南清小学校区、中郷小学校区の大半からなる4小学校区で構成されている。学校周辺は、以前は田園に囲まれていたが、東京湾アクアライン連絡道の整備と土地区画整理事業の進捗により、周辺は大きく変貌を遂げた。ただ、校地南側は開校当時とあまり変わらない田園風景を臨むことができる。

## 生徒数の変遷
創立2年目である1986年（昭和61年）の全校生徒数は470名であった。その後は徐々に減少し、現在の全校生徒数は184名であるが、今後周辺のほたる野地区の人口増による生徒数の増加が見込まれている。創立当時から1学級あたりの生徒数は35名前後とゆとりある学級編成がなされており、クラス編成はA組（赤）、B組（黄）、C組（青）、D組（白）となっていた。平成28年までは全校を縦割りと称しA系列（紅）、B系列（白）としており、現在は、A・D組（紅）、B組（白）、C組（青）として体育祭や文化祭で活動している。

## 所在地
〒292-0035 千葉県木更津市中尾1096番地

## 交通
JR久留里線上総清川駅徒歩約10分

## 教育目標
「心に潤いのある生徒」
「強靱な意志と体力のある生徒」
「知性豊かな生徒」

## 教育標語
「夢・汗・感動」

## スクールキャッチフレーズ
「いいね！清川」

## 沿革
- 1985年（昭和60年）4月5日 - 木更津市立木更津第三中学校より分離開校
- 1986年（昭和61年） - 校歌制定（作詞倉澤栄吉、作曲中田喜直）、校舎・体育館竣工
- 1989年（平成元年） - 県生徒指導推進地域研究発表、プール竣工
- 1990年（平成2年） - 文部省、学校保健統計調査校指定
- 1993年（平成5年） - 県「さわやかハート千葉」推進モデル校指定
- 1994年（平成6年） - 創立10周年記念行事、ほのぼの広場竣工
- 1994年（平成6年）～1996年（平成8年） - 文部省・通商産業省ネットワーク利用環境提供事業（100校プロジェクト）校指定
- 1997年（平成9年）～1998年（平成10年） - 文部省・通商産業省「新100校プロジェクト」校、文部省「環境のための地球学習観測プログラム(GLOBE)」モデル校指定
- 1999年（平成11年）～2000年（平成12年） - 文部省「環境データ観測活用事業」(EILENet)」モデル校指定
- 2001年（平成13年） - 「のぞみ学級」開設
- 2003年（平成15年） - 毎日カップ「優秀賞」受賞
- 2004年（平成16年） - 創立20周年記念式典、毎日カップ「日本学校体育研究連合会賞」受賞
- 2005年（平成17年） - 学校給食開始、毎日カップ「優秀賞」受賞
- 2006年（平成18年） - 毎日カップ「優良賞」受賞
- 2019年（平成31年）4月 - 中郷中学校の閉校に伴い、中郷地区を本校の学区に編入。

## 部活動
運動系
野球部・男子ソフトテニス部・女子ソフトテニス部・女子バレーボール部・男子バレーボール部・
男子バスケットボール部・女子バスケットボール部･サッカー部
文化系
美術部・音楽部
活躍としては女子バスケットボール部は支部でも強豪チームの1つとなっていて、各大会で3位入賞以上の結果を残している。また平成20年度と21年度の県大会に出場している。女子ソフトテニス部も個人戦で成績を残し県大会に出場している。女子バレーボール部は同市内大会で優勝などの成績を残している。
文化部の音楽部も毎年「ちっちゃなコンサート」を開いていたり訪問演奏などを行い、平成20年度ボランティアスピリットアワード全国表彰を受けた。また平成19年には東京ディズニーシーで、平成21年には東京ディズニーランドで、それぞれ県民の日に演奏を行った。なお、創立当初にあった野球部は一時期部員の減少により休止していたが、近年復活している。

## 主な施設
- 校舎（鉄筋4階建て）、体育館、プール、運動場、テニスコート

## 服装
木更津市内の他校に先駆ける形でブレザーを制服として採用。
（紺のブレザーに指定の校章、男子はグレー系のスラックス、エンジのネクタイ、女子はグレー系のベスト、スカート、エンジのリボンタイ）
当時は斬新なデザインであった制服の見本は東京のサンシャインビルで展示されたほどである。 

## 校歌

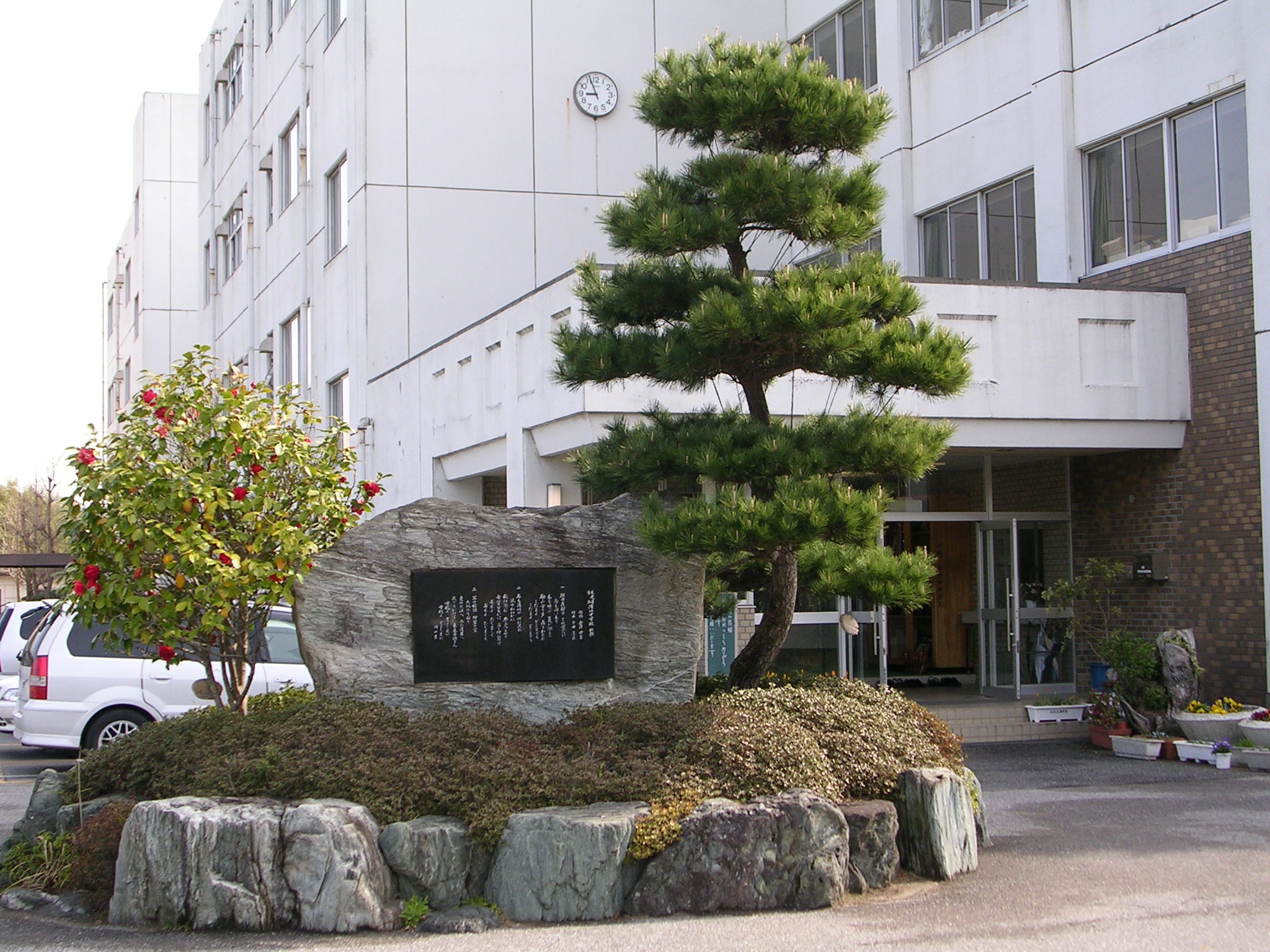
木更津市立清川中学校校歌碑

- 倉澤栄吉作詞、中田喜直作曲によるもので、混声四部合唱である。